# Championnats d'Europe de curling 2008

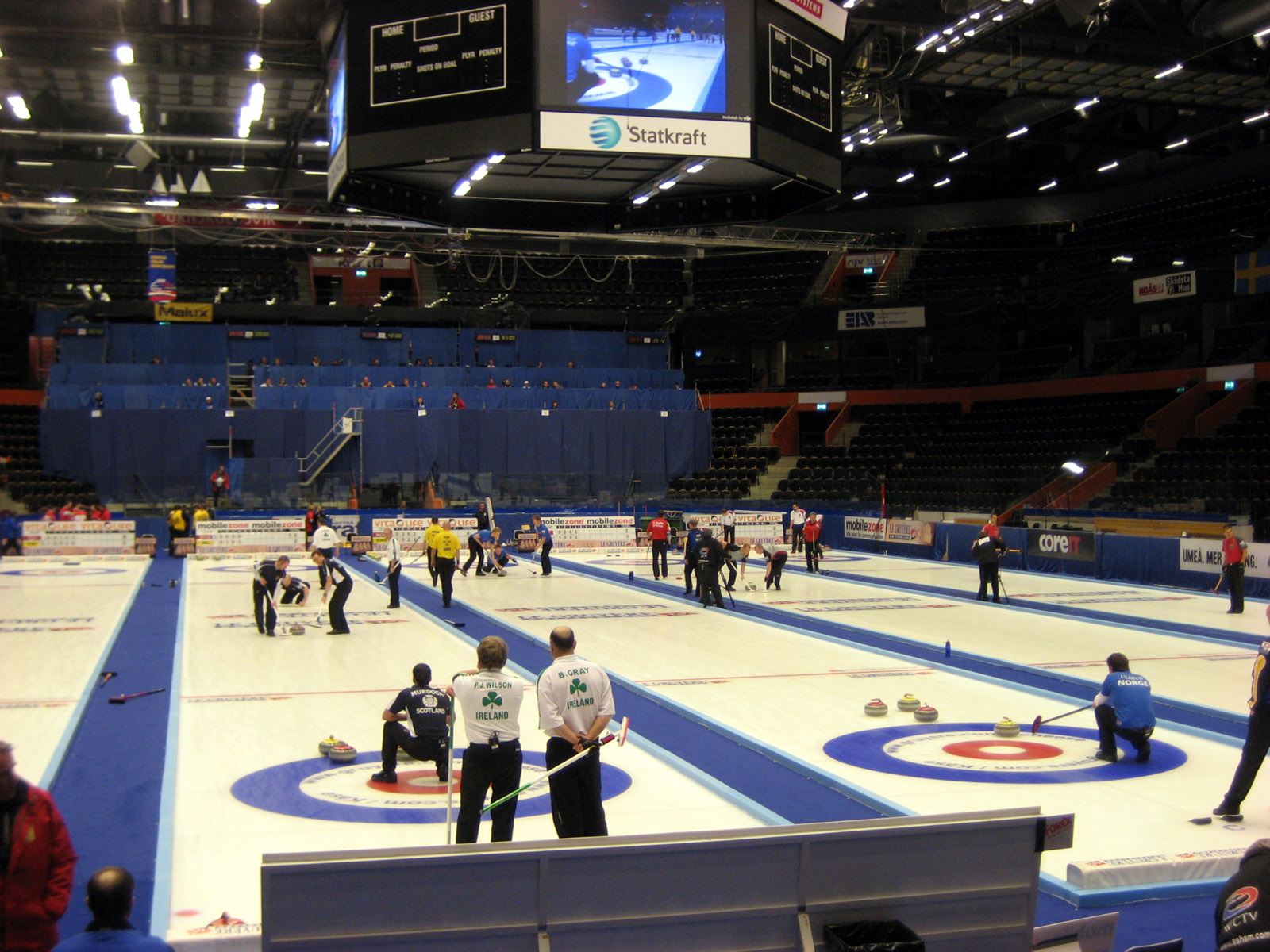
Championnats d'Europe de curling de 2008.

Les Championnats d'Europe masculin et féminin de curling 2008 se sont déroulés en Suède du 6 au 13 décembre 2008.

## Pays participants

### Hommes
Allemagne,  Danemark,  Écosse,  Espagne,  France,  Irlande,  Norvège,  République tchèque,  Suède et  Suisse.

### Femmes
Allemagne,  Angleterre,  Danemark,  Écosse,  Italie,  Pays-Bas,  République tchèque,  Russie,  Suède et  Suisse.

## Compétition Hommes

### Classement
| Rang | Pays               | Pts | J | G | P | p. | c. | Diff |
| ---- | ------------------ | --- | - | - | - | -- | -- | ---- |
| 1    | Écosse             | 7   | 9 | 7 | 2 | 70 | 33 | +37  |
| 2    | Allemagne          | 7   | 9 | 7 | 2 | 71 | 43 | +28  |
| 3    | Norvège            | 7   | 9 | 7 | 2 | 68 | 47 | +21  |
| 4    | Suisse             | 6   | 9 | 6 | 3 | 74 | 51 | +23  |
| 5    | Danemark           | 5   | 9 | 5 | 4 | 68 | 49 | +19  |
| 6    | France             | 4   | 9 | 4 | 5 | 52 | 51 | +1   |
| 7    | République tchèque | 4   | 9 | 4 | 5 | 43 | 57 | -14  |
| 8    | Suède              | 3   | 9 | 3 | 6 | 49 | 61 | -12  |
| 9    | Irlande            | 1   | 9 | 1 | 8 | 36 | 81 | -45  |
| 10   | Espagne            | 1   | 9 | 1 | 8 | 30 | 88 | -58  |

### Play off
| Date de la rencontre | Équipe 1  | Score | Équipe 2  |
| -------------------- | --------- | ----- | --------- |
| 11 décembre 2008     | Norvège   | 9-7   | Allemagne |
| 11 décembre 2008     | Suisse    | 2-6   | Écosse    |
| 12 décembre 2008     | Allemagne | 2-7   | Écosse    |

### Finale
| Date de la rencontre | Équipe 1 | Score | Équipe 2 |
| -------------------- | -------- | ----- | -------- |
| 13 décembre 2008     | Norvège  | 6-7   | Écosse   |

### Podium final
| Rang | Pays      |
| ---- | --------- |
| 1    | Écosse    |
| 2    | Norvège   |
| 3    | Allemagne |

#### Match de barrage entre le8edu Groupe A et le vainqueur du Groupe B pour aller en coupe du monde
| Date de la rencontre | Équipe 1 | Score | Équipe 2 |
| -------------------- | -------- | ----- | -------- |
| 11 décembre 2008     | Suède    | 5-6   | Finlande |
| 11 décembre 2008     | Suède    | 6-1   | Finlande |
| 12 décembre 2008     | Finlande | 7-5   | Suède    |

## Bilan
- Qualifiés pour la prochaine coupe du Monde (Championnats du monde) :  Allemagne,  Danemark,  Écosse,  Finlande,  France,  Norvège,  République tchèque et  Suisse.
- Sont relégués pour la prochaine édition en Groupe B :  Irlande et  Espagne et sont remplacés par :  Finlande et ???

## Compétition Femmes

### Classement
| Rang | Pays               | Pts | J  | G | P | p. | c. | Diff |
| ---- | ------------------ | --- | -- | - | - | -- | -- | ---- |
| 1    | Suisse             | 7   | 9  | 7 | 2 | 68 | 38 | +30  |
| 2    | Suède              | 7   | 9  | 7 | 2 | 70 | 43 | +27  |
| 3    | Allemagne          | 6   | 9  | 6 | 3 | 62 | 47 | +15  |
| 4    | Danemark           | 6   | 9  | 6 | 3 | 52 | 51 | +1   |
| 5    | Écosse             | 5   | 9  | 5 | 4 | 72 | 53 | +19  |
| 6    | Italie             | 5   | 9  | 5 | 4 | 59 | 58 | +1   |
| 7    | Russie             | 4   | 9  | 4 | 5 | 54 | 64 | -10  |
| 8    | Angleterre         | 3   | 10 | 3 | 7 | 48 | 75 | -27  |
| 9    | Pays-Bas           | 2   | 10 | 2 | 8 | 45 | 78 | -33  |
| 10   | République tchèque | 1   | 9  | 1 | 8 | 42 | 65 | -23  |

### Play off
| Date de la rencontre | Équipe 1 | Score | Équipe 2  |
| -------------------- | -------- | ----- | --------- |
| 11 décembre 2008     | Danemark | 8-7   | Allemagne |
| 11 décembre 2008     | Suède    | 4-8   | Suisse    |
| 12 décembre 2008     | Suède    | 8-7   | Danemark  |

### Finale
| Date de la rencontre | Équipe 1 | Score | Équipe 2 |
| -------------------- | -------- | ----- | -------- |
| 13 décembre 2008     | Suède    | 4-5   | Suisse   |

### Podium final
| Rang | Pays     |
| ---- | -------- |
| 1    | Suisse   |
| 2    | Suède    |
| 3    | Danemark |

#### Match de barrage entre le8edu Groupe A et le vainqueur du Groupe B pour aller en coupe du monde
| Date de la rencontre | Équipe 1   | Score | Équipe 2   |
| -------------------- | ---------- | ----- | ---------- |
| 11 décembre 2008     | Norvège    | 10-1  | Angleterre |
| 11 décembre 2008     | Angleterre | 7-4   | Norvège    |
| 12 décembre 2008     | Norvège    | 10-9  | Angleterre |

## Bilan
- Qualifiés pour la prochaine coupe du Monde (Championnats du monde) :  Allemagne,  Danemark,  Écosse,  Italie,  Norvège,  Russie,  Suède et  Suisse.
- Sont relégués pour la prochaine édition en Groupe B :  Pays-Bas et  République tchèque et sont remplacés par :  Norvège et ???

sources : http://www.les-sports.info/curling-championnats-d-europe-hommes-phase-finale-playoffs-2008-resultats-s27-c0-b0-g113-t2214-u218-m60448-a0.html